# Liptovský Mikuláš
Liptovský Mikuláš (mađ. Liptószentmiklós, njem. Liptau-Sankt-Nikolaus) je grad u Žilinskom kraju u sjevernoj Slovačkoj u blizini granice s Poljskom. Grad je upravno središte Okruga Liptovský Mikuláš. 

## Zemljopis
Liptovský Mikuláš se nalazi u središnjem dijelu  Liptovske doline, okružen  Zapadnim Tatrama na sjeveru,  Niskim Tatrama na jugu i  Chočskom planinom  na sjeverozapadu. Uglavnom se nalazi na desnoj obali rijeke Váh, i na jednom od pritoka jezera Liptovská Mara. Grad se širi preko brežuljka smjerom istok – zapad.

## Povijest
Od druge polovice 10. stoljeća do 1918. grad je bio pod Ugarskom. Grad Mikuláš (Liptószentmiklós) prvi put spominje se u dokumentu kralja Ladislava IV. Kumanca iz 1286. Prvi pisani zapis spomena crkve Sv. Nikole datira iz 1299. koja je ujedno i najstarija građevina u gradu.
Grad je bio jedan od sjedišta trgovine i obrta u ovom djelu Slovačke. Najstariji ceh je bio postolar koji se spominje 1508. Postojale su i drugi obrti bravari, stolari i mesari.
Godine 1677. Liptovský Mikuláš postao je sjedište lokalnog distrikta. Slovački "Robin Hood" Juraj Jánošík je osuđen i pogubljen 1713. u Mikulašu. U 19. stoljeću, grad je postao jedan od centara  Slovačkog narodnog preporoda. Godine 1830. utemeljeno je prvo slovačko amatersko kazalište u Liptovskom Mikulášu.
U 20. stoljeću, mnoga obližnja naselja su se pripojila gradu.

## Stanovništvo
| Godina:     | 1994.  | 2004.   | 2014.   | 2024.   |
| ----------- | ------ | ------- | ------- | ------- |
| Broj ljudi: | 33 401 | 32 930  | 31 593  | 29 860  |
| Razlika:    |        | -1,41 % | -4,06 % | -5,48 % |

| Godina:     | 2023.  | 2024.   |
| ----------- | ------ | ------- |
| Broj ljudi: | 30 040 | 29 860  |
| Razlika:    |        | -0,59 % |

Po popisu stanovništva iz 2001. godine grad je imao 33.007 stanovnika. Prema etničkoj pripadnosti najviše je bilo Slovaka 94,07 %, Roma 2,30 % Čeha 2,10 % i Mađara 0,28 %. Prema vjeroispovijesti najviše je rimokatolika 34,48 %, ateista je bilo 32,26 % a luterana 26,85 %.

## Gradovi prijatelji
- Opava, Češka
- Kiskőrös, Mađarska
- Kalamaria, Grčka
- Annecy, Francuska
- Yefremov, Rusia
- Dinkelland, Nizozemska
- Galanta, Slovačka
- Kemi, Finska
- Slovenske Konjice, Slovenija
- Żywiec, Poljska

## Poznate osobe
- Slavoljub Eduard Penkala, hrvatski inženjer i izumitelj.

## Vanjske poveznice
- Službena stranica grada

### Ostali projekti
|  | Zajednički poslužitelj ima još gradiva o temi Liptovský Mikuláš |